# 相原コージ
相原 コージ（あいはら コージ、本名：相原 弘治、1963年（昭和38年）5月3日 - ）は、日本の漫画家。北海道登別市出身。
妻の両角ともえも漫画家で、現在は相原のアシスタント（元・いしかわじゅんのアシスタント）。兄はミュージシャンの相原ピリカ。

## 経歴・人物
北海道室蘭東高等学校（現・北海道室蘭東翔高等学校）を卒業後、日本デザイナー学院に入学。まんが専攻科卒業だが、相原自身は「専門学校の漫画コースは、行っても役に立ちません」と、この最終学歴を拒絶している（『サルでもやれる編集者教室』などで言及）。また『文化人類ぎゃぐ』の著者紹介でも同校に関して記載し、「恥ずかしい経歴」と書いている。
ほどなく『ガロ』や『DUO』に作品を投稿するも落選。その後『Weekly漫画アクション』（現・漫画アクション）に持ち込み掲載された『8月の濡れたパンツ』で1983年（昭和58年）にデビュー。この作品は上記学校の授業で描いたものだったため、持ち込みであるにもかかわらずカラー原稿が入っており、編集部を驚か（笑わ）せた。
いがらしみきおに強い影響を受け、ギャグ漫画を多く執筆。出世作・初単行本作品『ぎゃぐまげどん』では枠にとらわれない先鋭的・実験的なギャグ漫画を描き、漫画情報誌「ぱふ」における編集部のレビューでは「邪道まんが家」という誉め言葉を貰った。
その後は代表作として『コージ苑』、『かってにシロクマ』など。また、竹熊健太郎との合作『サルでも描けるまんが教室』は、漫画家の人生および漫画創作法自体をパロディ化した傑作となった。その後も、ギャグ漫画・ストーリー漫画で、従来の漫画家が描かなかった「極端な描写・物語」を追求し続けている。
『コージ苑』絶頂期に東京電力から広告依頼を受けるが、原発の広告は描けないと断った。
格闘技・プロレスに造詣が深く、自身もブラジリアン柔術を習っている。この経験はその後の彼の作品「真・異種格闘大戦」にて「ブラジリアン柔術を習得したゴリラ」が登場するシーンに生かされている。
大変な遅筆である（by『フロムK』いしかわじゅん）

## 相原賞
1988年（昭和63年）から1990年（平成2年）にかけて、『週刊ビッグコミックスピリッツ』誌上で全5回開催された、新人漫画家の賞（ただし、プロ作家でも参加可能）。
審査員は竹熊健太郎と相原コージ。「グランプリ」「金のアイハラ賞」「銀のアイハラ賞」「残念賞（佳作）」があった。
元来はある作家が原稿を落としてしまい、スピリッツのページが空いてしまった事により穴埋め企画として「従来の漫画賞のパロディ」として始まったが、予想を超えた多数の応募があり、多くの人気作家を生んだ。2001年（平成13年）から掲載雑誌の『週刊ビッグコミックスピリッツ』で「スピリッツ賞」が始まったため、消滅した。

### 相原賞を受賞後デビューした漫画家
- ほりのぶゆき (第1回金のアイハラ賞)
- 藤野美奈子 (第2回佳作、第3回銀のアイハラ賞)
- 榎本俊二 (第3回特別賞)
- 三好銀 (第3回銀のアイハラ賞) ※ 伊東ジュラ紀名義
- 本秀康 (第4回佳作) ※ 安藤アイラブハー名義

### 受賞したデビュー済の漫画家
- うのせけんいち (第1回佳作)
- 中尊寺ゆつこ (第2回特別賞)

## 作品リスト

### 漫画
- ぎゃぐまげどん（1984 - 1985年、アクションHERO、双葉社）- 1986年発行の再版にデビュー作『8月の濡れたパンツ』収録
- 文化人類ぎゃぐ（1985年、Weekly漫画アクション、双葉社）- コミックエッセイ作品
- コージ苑（1985年 - 1988年、週刊ビッグコミックスピリッツ、小学館）
- 神の見えざる金玉（1986年 - 1989年、COMICアクションキャラクター、双葉社）
- かってにシロクマ（1986年 - 1989年、Weekly漫画アクション、双葉社）
- サルでも描けるまんが教室（共著：竹熊健太郎、1989年 - 1992年、週刊ビッグコミックスピリッツ、小学館）
  - とんち番長（劇中劇）
- ムジナ（1993年 - 1997年、週刊ヤングサンデー、小学館）
- 一齣漫画宣言（1994年 - 1996年、週刊ビッグコミックスピリッツ、小学館）
- 漫歌（1998年 - 2010年、Weekly漫画アクション → 移籍後ビッグコミックスペリオール、小学館）
- 相原コージのなにがオモロイの?（1999年 - 2000年、週刊ビッグコミックスピリッツ、小学館）
- もにもに（2001年 - 2002年、週刊ビッグコミックスピリッツ、小学館）
- 真・異種格闘大戦（2004年 - 2011年、漫画アクション → 移籍後双葉社Webマガジン、双葉社）
- サルまん2.0（2007年、月刊IKKI、小学館）- 『サルでも描けるまんが教室』の続篇
- Z 〜ゼット〜（2012年 - 2015年、別冊漫画ゴラク → 移籍後ゴラクエッグ、日本文芸社）
- 下ネタで考える学問（2012年 - 2013年、漫画アクション、双葉社）
- コージジ苑（2015年 - 、アサヒ芸能、徳間書店）
- 愛のバビロン（漫画：藤田かくじ、2016年 - 2018年、ゴラクエッグ、日本文芸社）
- こびとねこ（2017年 - 2019年、WEBコミックアクション、双葉社）
- 翻車魚奇譚（2020年 - 、Webアクション、双葉社）
- うつ病になってマンガが描けなくなりました（2021年 - 2024年、Webアクション、双葉社）

### コンピュータゲーム
- かってにシロクマ（キャラクターデザイン）
- たんば（キャラクターデザイン）
- 摩訶摩訶（キャラクターデザイン）
- イデアの日（原案・シナリオ・キャラクターデザイン）

### その他
- たんば（カードゲーム、イラスト等）
- 地上げの王様（ボードゲーム、イラスト等）

### OVA
- かってにシロクマ（脚本・絵コンテ）